# Thaumatosmylus punctulosus
Thaumatosmylus punctulosus is een insect uit de familie watergaasvliegen (Osmylidae), die tot de orde netvleugeligen (Neuroptera) behoort. De soort komt voor in China.